# Groupe de bataillons de chars
Pour les articles homonymes, voir GBC et GBCC.
Un groupe de bataillons de chars (GBC) ou groupe de bataillons de chars de combat (GBCC) est une unité blindée de l'Armée de terre française au début de la Seconde Guerre mondiale. Ils sont créés pour regrouper les bataillons de chars de combat créés à la mobilisation de septembre 1939. Bien que portant des numéros similaires aux régiments de chars de combat (RCC) dissous en septembre, ils n'ont que peu à voir avec leurs prédécesseurs.

## Rôle et organisation
Les groupes de bataillons de chars ont pour rôle d'assurer l'administration, la logistique et l'instruction des bataillons de chars de combat (BCC). Ceux-ci doivent agir en appui des divisions d'infanterie et sont répartis dans les différentes armées françaises. Chaque armée compte un à quatre GBC.
À partir de septembre 1939, les GBC de chars lourds B1 deviennent des brigades cuirassées, qui donnent naissance à partir de janvier 1940 aux divisions cuirassées. Ces derniers reçoivent également une demi-brigade de chars légers, en général un ancien GBC.

## Liste
- GBC 501 (colonel Salvagnac)[2],[3] :
  - 1er bataillon de chars de combat (ex-I/501e RCC) - jusqu'en juin 1940
  - 2e bataillon de chars de combat (ex-II/501e RCC) - jusqu'en mai 1940
  - 31e bataillon de chars de combat - venu du GBC 520

- GBC 502 (lieutenant-colonel Brojat)[2],[4] :
  - 4e bataillon de chars de combat (ex-I/502e RCC), passe en mai 1940 au GBC 503[3]
  - 5e bataillon de chars de combat (ex-II/502e RCC)[4] - jusqu'en février 1940[3]
  - 20e bataillon de chars de combat (venu du GBC 507)[5]
  - 24e bataillon de chars de combat - en mai 1940

- GBC 503 (colonel Reury)[2],[6] :
  - 3e bataillon de chars de combat (ex-II/503e RCC)
  - 4e bataillon de chars de combat (venu du GBC 502)[3]
  - 5e bataillon de chars de combat - à partir du 20 mai 1940 (venu du GBC 511)[3]
  - 7e bataillon de chars de combat (ex-I/503e RCC)
  - 10e bataillon de chars de combat - du 19 mai au 7 juin 1940 (venu du GBC 504)[7]
- GBC 504 (lieutenant-colonel du Chouchet)[2] :
  - 10e bataillon de chars de combat (ex-I/504e RCC) - jusqu'en mai 1940[7]
  - 11e bataillon de chars de combat[8]
  - 17e bataillon de chars de combat - à partir de mai 1940 (venu du GBC 516 ou 506)[9]
- GBC 505 - devient 4e demi-brigade légère en janvier 1940[2],[3] :
  - 14e bataillon de chars de combat (ex-I/505e RCC)
  - 27e bataillon de chars de combat - à partir de janvier 1940
  - 35e bataillon de chars de combat
- GBC 506 (lieutenant-colonel Hudry)[2] :
  - 16e bataillon de chars de combat (ex-I/506e RCC)
  - 17e bataillon de chars de combat (ex-II/506e RCC) - en mai 1940 venu du GBC 516 (?)
  - 18e bataillon de chars de combat - venu du GBC 516[8]
  - 24e bataillon de chars de combat (ex-II/508e RCC) - jusqu'en mai 1940[3]
  - 36e bataillon de chars de combat - venu du GBC 516 en octobre 1936[10]
- GBC 507 - devient 2e demi-brigade lourde de la 2e division cuirassée en janvier 1940 :
  - 15e bataillon de chars de combat (ex-II/510e RCC)
  - 19e bataillon de chars de combat (ex-I/507e RCC) - d'août à septembre ou novembre 1939[3],[5]
  - 20e bataillon de chars de combat (ex-II/507e RCC) - passe au GBC 502[3]
- GBC 508 (lieutenant-colonel Lhuilier)[2] :
  - 8e bataillon de chars de combat (ex-I/508e RCC) - jusqu'en novembre 1939[3]
  - 21e bataillon de chars de combat - en novembre 1939[11]
  - 34e bataillon de chars de combat (aussi mentionné au GBC 517)
- GBC 509 (lieutenant-colonel Marc) - devient 3e demi-brigade légère en janvier 1940[12] :
  - 25e bataillon de chars de combat (ex-I/509e RCC)
  - 26e bataillon de chars de combat (ex-II/509e RCC)
- GBC 510 (lieutenant-colonel Taitot)[2],[13] :
  - 9e bataillon de chars de combat - à partir de septembre 1939 (venu du GBC 511)[3]
  - 22e bataillon de chars de combat (ex-I/510e RCC)
- GBC 511 (lieutenant-colonel Wolff)[2] :
  - 5e bataillon de chars de combat[14] - de février au 20 mai 1940 (venu du GBC 502)[3]
  - 9e bataillon de chars de combat (ex-I/511e RCC) - jusqu'en septembre 1939[3]
  - 12e bataillon de chars de combat - à partir de février 1940 (venu du GBC 514)[3]
  - 19e bataillon de chars de combat - de septembre 1939 à mars 1940 (venu du GBC 507)[5]
  - 23e bataillon de chars de combat - en septembre 1939[14]
  - 37e bataillon de chars de combat (ex-II/511e RCC) - jusqu'en novembre 1939[3]

- GBC 512 - devient 1re demi-brigade lourde de la 1re division cuirassée en janvier 1940[2] :
  - 23e bataillon de chars de combat (ex-I/512e RCC) - passe au GBC 520[3]
  - 28e bataillon de chars de combat (ex-II/512e RCC)[15]
  - 37e bataillon de chars de combat - à partir de novembre 1939[3]
- GBC 513 (lieutenant-colonel de Saint-Sernin)[2] :
  - 29e bataillon de chars de combat[8]
  - 33e bataillon de chars de combat - jusqu'en octobre 1939[3]
  - 51e bataillon de chars de combat (ex-I/511e RCC)
- GBC 514 (lieutenant-colonel Flamant)[2] :
  - 12e bataillon de chars de combat - jusqu'en février 1940[3]
  - Bataillon de chars des troupes coloniales[16]
- GBC 515 (lieutenant-colonel Boissière)[2] :
  - 13e bataillon de chars de combat
  - 27e bataillon de chars de combat (ex-II/505e RCC) - jusqu'en janvier 1940[3]
  - 35e bataillon de chars de combat - venu du GBC 505[3]
- GBC 516 (lieutenant-colonel Rottée)[2] :
  - 17e bataillon de chars de combat (ex-II/506e RCC) - jusqu'en mai 1940[9]
  - 18e bataillon de chars de combat - passe au GBC 506[8]
  - 36e bataillon de chars de combat - passe au GBC 506 en octobre 1939[10]
- GBC 517 (lieutenant-colonel Simonin)[5] - devient 8e demi-brigade légère de la 4e division cuirassée en mai 1940[2] :
  - 19e bataillon de chars de combat - à partir de mars 1940 (venu du GBC 511)
  - 21e bataillon de chars de combat[3] (venu du GBC 508?)
  - 34e bataillon de chars de combat[3]
- GBC 518 (colonel Richert)[2] :
  - 6e bataillon de chars de combat[8]
  - 32e bataillon de chars de combat[8]
  - 33e bataillon de chars de combat - à partir d'octobre 1939 (venu du GBC 513)[3]
- GBC 519 (lieutenant-colonel Aubry)[2],[3] :
  - 38e bataillon de chars de combat
  - 39e bataillon de chars de combat
- GBC 520 (lieutenant-colonel Salce)[2] :
  - 23e bataillon de chars de combat (venu du GBC 512)[3]
  - 30e bataillon de chars de combat[8]
  - 31e bataillon de chars de combat - passe au GBC 501[8]
- GBC 521 (lieutenant-colonel Valogne), groupe de bataillons de chars des fronts tunisiens jusqu'au 1er janvier 1940[17] :
  - 61e bataillon de chars de combat
  - 64e bataillon de chars de combat - arrive fin 1939 (?)
  - 65e bataillon de chars de combat
  - 67e bataillon de chars de combat - jusqu'en mai 1940
- GBC 522 (colonel Muiron puis lieutenant-colonel Charuit)[17] :
  - 62e bataillon de chars de combat
  - 66e bataillon de chars de combat
- GBC 523 (lieutenant-colonel Azire[17]) - formé le 1er janvier 1940[18] :
  - 63e bataillon de chars de combat
  - 68e bataillon de chars de combat
- GBC 531 - devient 5e demi-brigade lourde en mars 1940
  - 41e bataillon de chars de combat
  - 49e bataillon de chars de combat
- GBC 532 (lieutenant-colonel Girard)[2],[3] :
  - 43e bataillon de chars de combat
  - 44e bataillon de chars de combat - jusqu'en mai 1940
- GBC 533 - devient 6e demi-brigade lourde en mars 1940[2]
  - 46e bataillon de chars de combat
  - 47e bataillon de chars de combat
- GBC 534 - devient 7e demi-brigade légère en mars 1940[2]
  - 42e bataillon de chars de combat
  - 45e bataillon de chars de combat